# ایستگاه هارلسدن
ایستگاه هارلسدن
یک ایستگاه از خط بیکرلو و از خطوط متروی لندن است که در منطقه هارلسدن قرار دارد و در ۱۵ ژوئن ۱۹۱۲ افتتاح شده‌است.

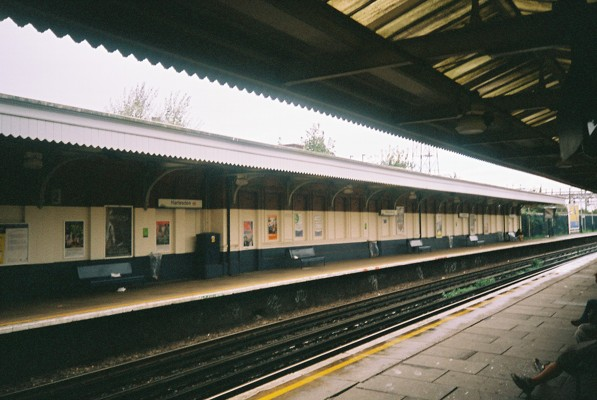